# Моквинські Хутори

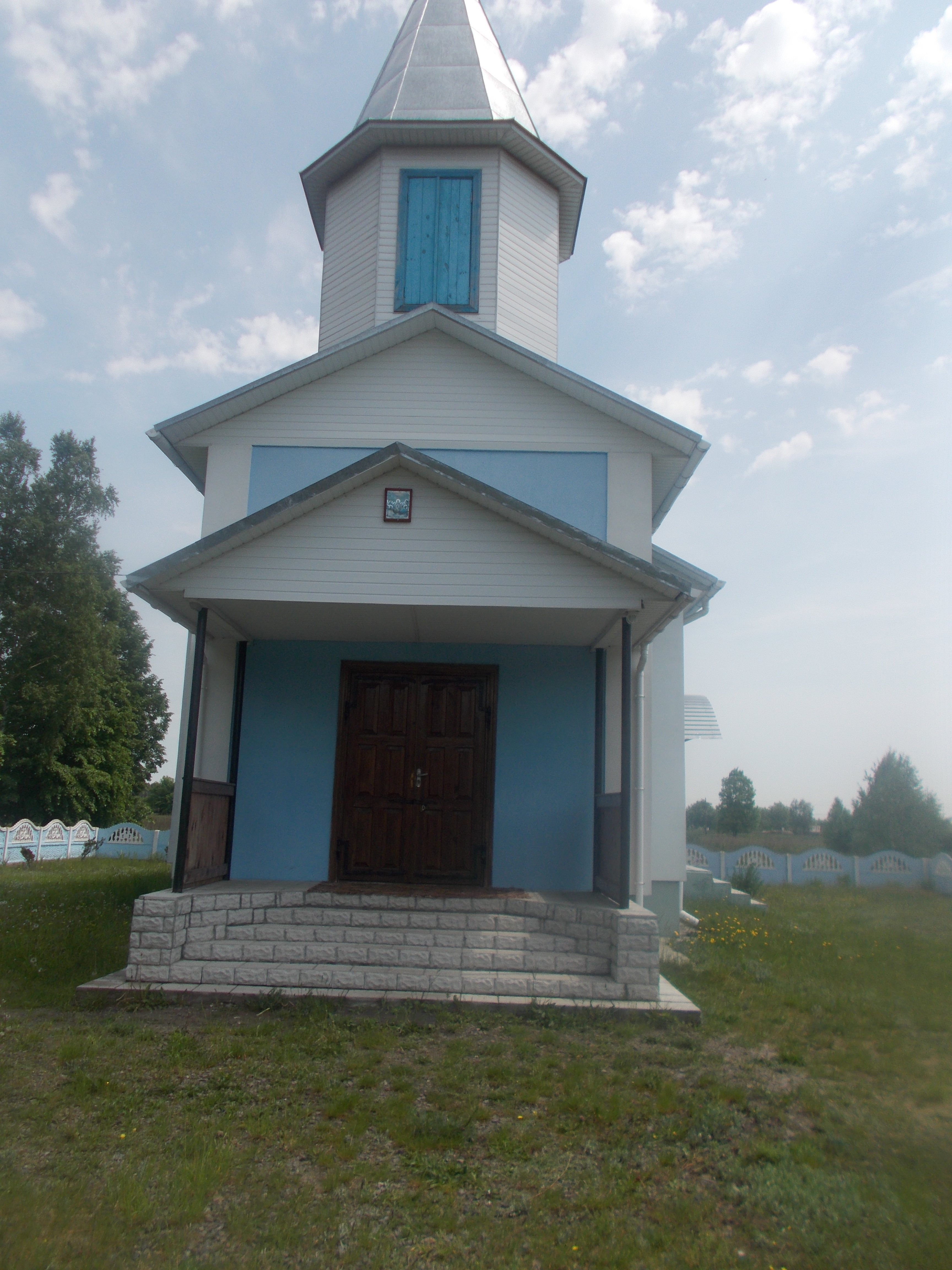
церква в с. Моквинські хутори

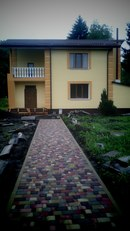
Моквинське лісництво

Моквинські Хутори́ — село в Україні, у Рівненському районі Рівненської області. Населення становить 346 осіб.

## Символіка
Символи затверджені 28 листопада 2024 року рішенням Костопільської міської ради. Автори – А. Гречило та Ю. Терлецький.

### Герб
Щит перетятий у дві крокви, у верхньому червному полі срібний укорочений розширений хрест, у нижньому синьому - дві срібні вовчі голови анфас із червоними очима і язиками.
М-подібне ділення вказує на сучасну назву села, вовчі голови - на давню назву Вовче. Хрест у червоному полі підкреслює приналежність до Рівненської області. Синє поле означає місцеві водні ресурси. Щит увінчано золотою сільською короною з колосків, що вказує на статус села.

### Прапор
Квадратне полотнище, розділене посередині М-подібно на дві горизонтальні смуги - верхню червону та нижню синю, на червоному фоні білий укорочений розширений хрест, на синьому - дві сірі вовчі голови анфас із червоними очима і язиками.

## Виникнення населеного пункту
Раніше поселення звалося Вовче. Назва виникла через велику кількість вовків, що водилися в зарослих лісах. Пізніше село перейменували в Моквин. В 50-ті роки село Моквин було розділено на дві частини: с. Моквин та станція Моквин. Станція тому що через Моквин проходить залізниця. А вже в 2004 році назва змінилася на Моквинські хутори. Так і виникла назва хуторів.

## Природні зони
Природні зони села - мішані ліси. Це і сосни і берези і дуби. В лісах ростуть гриби, чорниці. На пд. зх. протікає річка Зульня, яка дуже замулена.

## Історія школи

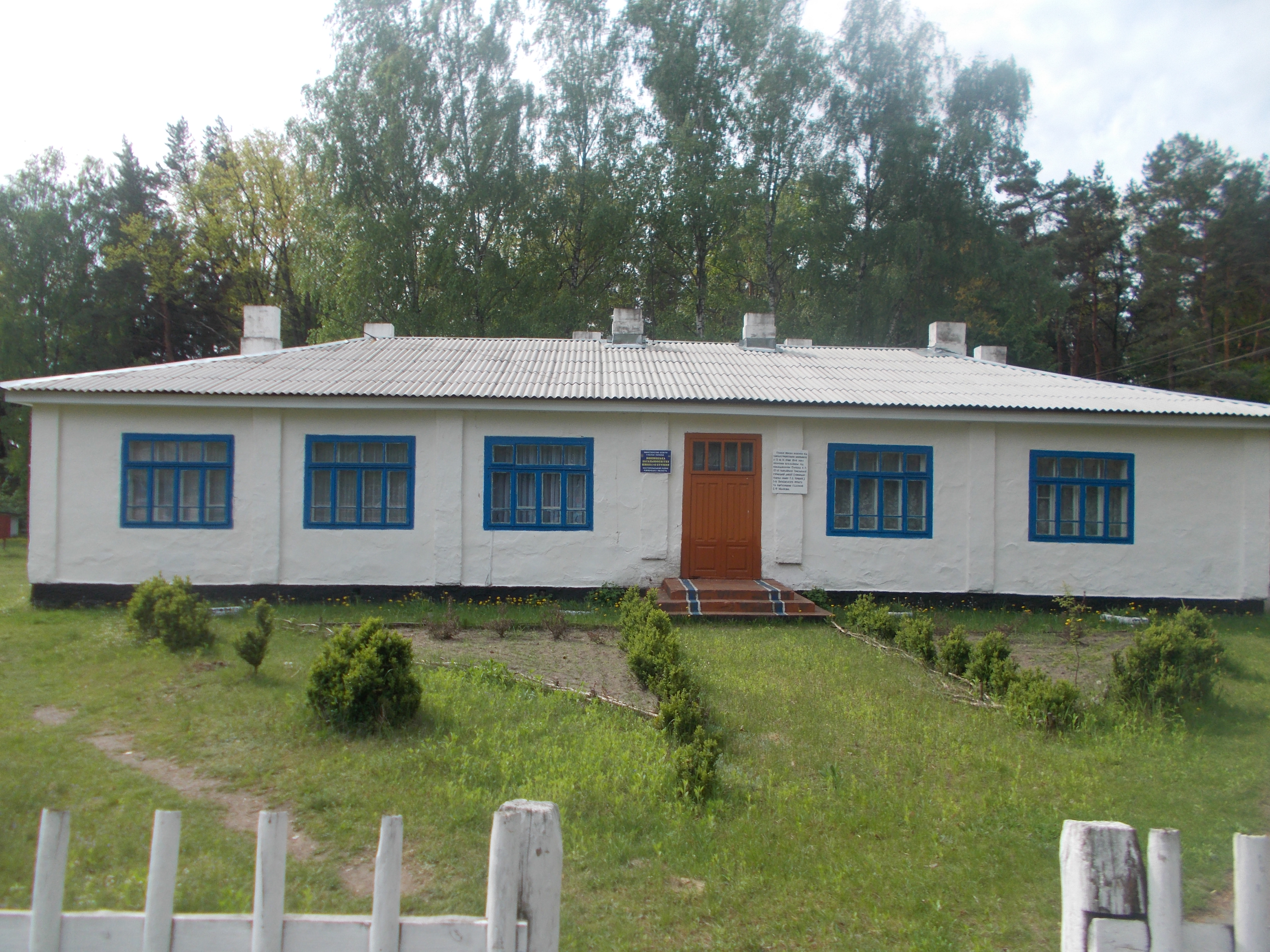
школа в с. Моквинські хутори

Моквинська школа розпочала свою роботу з 15 липня 1944 року. В 1966 році Моквинська семирічна школа стала середньою. З 2001 року реорганізована в школу І  -ІІ ступенів. На початку 1966 – 1967 навчального року на базі Моквинської середньої школи та Моквинського державного лісництва Костопільського лісгоспу створене шкільне лісництво, яке стало одним з перших в Україні. Директор школи -  Пінчук Валентина Олександрівна, 1968 року народження, освіта вища, закінчила Рівненський педагогічний інститут. На посаді директора з 2004 року.
Класів – 9, учнів - 28, вчителів - 12,  обслуговчий персонал - 4.
Загальна площа – 959 кв.м.
Опалення – пічне.

## ВетераниРадянсько-німецької війни
Омонадзе Григорій Север’янович [Архівовано 21 липня 2015 у Wayback Machine.]

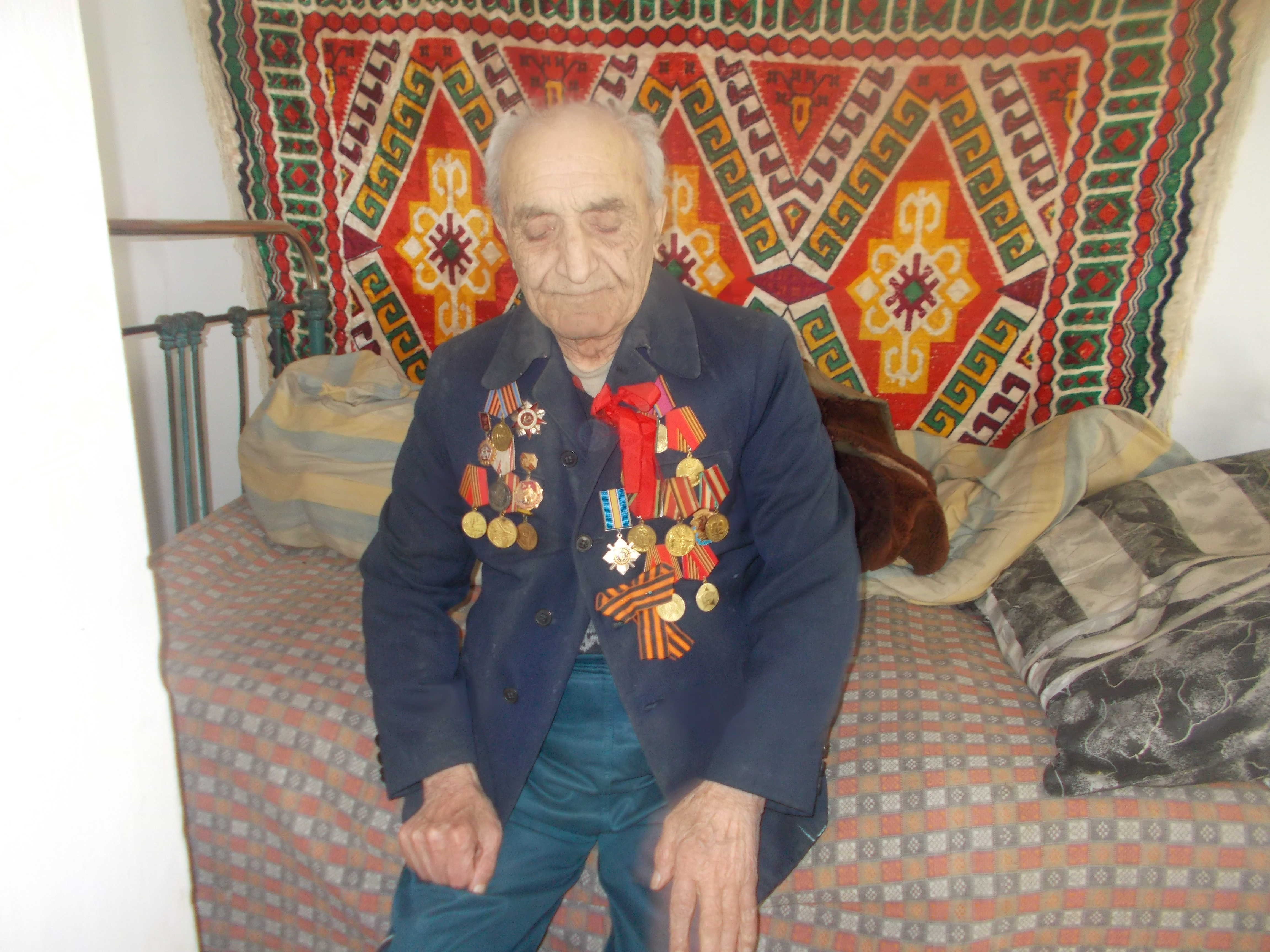
Омонадзе Григорій Север'янович

Народився 6 березня 1920 року  15 км. від міста Сухумі у Курілівському районі в Грузії. З 1993 року проживає в с. Моквин Костопільського району. 6 березня 2015р. Григорію Омонадзе виповнилося 95 років.
Нагороджений медалями:
- «За доблесть и отвагу в Великой Отечественой войне»
- ювілейною медаллю «20 років перемоги у Великій Вітчизняній війні 1941–1945 рр.».
- медаль«30 років перемоги у Великій Вітчизняній війні 1941–1945 рр.».
- медаль«40 років перемоги у Великій Вітчизняній війні 1941–1945 рр.».
- ювілейна медаль «60 років визволення України від фашистських загарбників».

## Транспорт населеного пункту

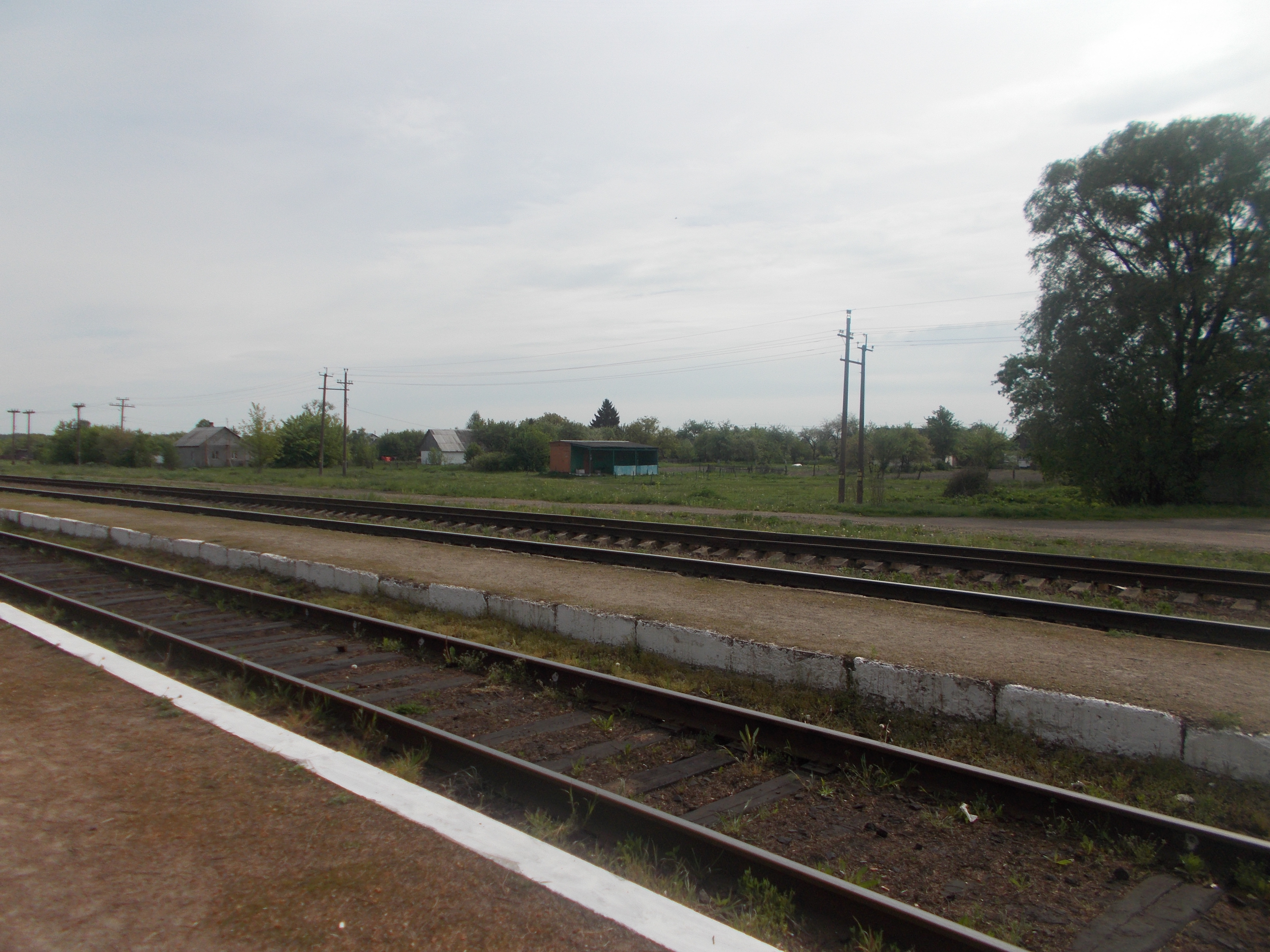
Залізнична колія, що проходить через с. Моквин

Автобусне сполучення з райцентром –  Костопіль – Мар’янівна,  рейси щоденно, залізничне сполучення – рейси щоденно. Маршрутне таксі –Костопіль – Моквинські хутори., рейси щоденно.

## Сучасний стан
На сьогоднішній день в селі Моквинські хутори є: Лісництво, школа I-II ступенів, церква, залізничний вокзал та бібліотека. Село належить до Пісківської сільської ради.